# 15 de l'Àguila
15 de l'Àguila (15 Aquilae) és una estrella doble a la constel·lació de l'Àguila. Té una magnitud aparent 5,40. Està composta d'una estrella groga de la 5a magnitud i una estrella de la 7a magnitud, que ja pot resoldre's per un petit telescopi.

## Components
| NOM                          | Ascensió recta   | Declinació      | Magnitud aparent (V) | Tipus espectral | Referències |
| ---------------------------- | ---------------- | --------------- | -------------------- | --------------- | ----------- |
| 15 de l'Àguila A             |                  |                 |                      |                 |             |
| 15 de l'Àguila B (HD 177442) | 19h 04m 56.3764s | -04° 02' 27.147 | 6.97                 | K0              | Simbad      |